# Yinzhou (Tieling)
Yinzhou (en chino, 银州; pinyin, Yínzhōu) es un distrito urbano bajo la administración directa de la Prefectura Tieling  en la Provincia de Liaoning, República Popular China.  Su área es de 171 km² y su población total para 2010 superó los 360 mil habitantes. 

## Administración
Desde julio de 2023, el  Distrito Yinzhou  se divide en 8 pueblos que se administran en 7 subdistritos y 1   poblado.

## Toponimia
Antes conocida como Fuzhou (富州). Durante la dinastía Liao (926), Fuzhou se hizo famosa por fundir plata, por lo que pasó llamarse Yinzhou 'Provincia La Plata', este fue el comienzo de Yinzhou como topónimo.